# Sambo na Evropských hrách 2019 – podrobné výsledky žen
Podrobné výsledky ze zápasu sambo žen na II. Evropských hrách v roce 2019.

## Informace
- místo: Sportovní palác, Minsk
- vyřazovací boje: 22. a 23. června 2019
- přihlášených: 70 sambistek
- nastoupilo: 70 sambistek
- počet váhových kategorií: 9
- počet zemí: 22 zemí
  - 9× (Bělorusko, Rusko, Ukrajina), 7× (Rumunsko), 6× (Francie), 5× (Gruzie, Moldavsko), 3× (Bulharsko, Španělsko), 2× (Řecko), 1× (Arménie, Ázerbájdžán, Belgie, Chorvatsko, Estonsko, Německo, Itálie, Litva, Nizozemsko, Polsko, Srbsko, Slovensko)

## Herní systém
- Maximální počet startujících v jednotlivých váhových kategoriích byl 8.
- Začínalo se čtvrtfinálovými souboji a poražené automaticky postupovaly do opravného pavouku. Soutěžící, která nevyhrála jediný soutěžní zápas má v kolonce CP (celkové pořadí) zapsané úč. (účast).

- Hrací doba 5 minut.
- Za jednotlivé chvaty dostávají soutěžící technické body. Zápas končí před časovým limitem několika způsoby – submise, technická převaha, technický čistý hod na lopatky, diskvalifikace, zranění. V případě vyrovnaného stavu po uplynutí hrací doby rozhodují o vítězi dodatečná kritéria – vyšší počet napomenutí (pasivita, provinění proti pravidlům) nebo vítězí poslední bodující v zápase. Po skončení zápasu rozhodčí zápas klasifikují klasifikačními body podle způsobu výhry. Maximální počet klasifikačních bodů 4 jsou za vítězství před časovým limitem. V případě výhry na technické body jsou uděleny klasifikační body 3. Nerozhodný zápas s dodatečnými kritérii je hodnocen 2 klasifikačními body pro vítěze.

- V kolonce jednotlivých kol je výsledek zápasu zapsán ve formě: číslo soupeře / technické body / klasifikační kód (viz legenda)_klasifikační body

## Podrobné výsledky v zápasu sambo

### Kategorie do 48 kg
- Datum: 22. června 2019

| S. | Č. | Sambista               | Věk | Vyřazovací boje | Vyřazovací boje | Vyřazovací boje | CP  | Opravy      | Opravy      |
| S. | Č. | Sambista               | Věk | čtvrtfinále     | semifinále      | finále          | CP  | o 3. místo  | 1. kolo     |
| -- | -- | ---------------------- | --- | --------------- | --------------- | --------------- | --- | ----------- | ----------- |
| A  | 1. | J. Bondarevová (RUS)   | 34  | 2./1:0/vh_4     | 4./2:2/ml_2     | 5./2:0/vp_3     | 1.  |             |             |
| A  | 2. | M. Wojciaková (FRA)    | 25  | 1./0:1/vh_0     |                 |                 | úč. |             | 3./0:1/mt_0 |
| A  | 3. | A. Kapajevová (BLR)    | 24  | 4./0:1/vq_0     |                 |                 | 3.  | 7./1:0/vh_4 | 2./1:0/mt_2 |
| A  | 4. | M. Chissová (ROU)      | 20  | 3./1:0/vq_4     | 1./2:2/ml_0     |                 | 5.  | 6./1:3/vp_1 |             |
| B  | 5. | A. Novikovová (UKR)    | 24  | 6./2:0/vo_3     | 7./0:0/vh_4     | 1./0:2/vp_1     | 2.  |             |             |
| B  | 6. | C. Cvetanovová (BUL)   | 23  | 5./0:2/vo_0     |                 |                 | 3.  | 4./3:1/vp_3 |             |
| B  | 7. | A. Lalazarjanová (ARM) | 25  | volný los       | 5./0:0/vh_0     |                 | úč. | 3./0:1/vh_0 | volný los   |

- zdrojArchivováno 12. 9. 2019 na Wayback Machine.

### Kategorie do 52 kg
- Datum: 23. června 2019

| S. | Č. | Sambista            | Věk | Vyřazovací boje | Vyřazovací boje | Vyřazovací boje | CP  | Opravy      | Opravy      |
| S. | Č. | Sambista            | Věk | čtvrtfinále     | semifinále      | finále          | CP  | o 3. místo  | 1. kolo     |
| -- | -- | ------------------- | --- | --------------- | --------------- | --------------- | --- | ----------- | ----------- |
| A  | 1. | D. Rjabovová (RUS)  | 30  | 2./0:0/vh_4     | 3./0:0/vs_4     | 8./0:0/vh_4     | 1.  |             |             |
| A  | 2. | G. Ivanovová (BUL)  | 24  | 1./0:0/vh_0     |                 |                 | úč. |             | 4./2:7/vp_1 |
| A  | 3. | M. Bujoková (UKR)   | 29  | 4./8:0/vs_4     | 1./0:0/vs_0     |                 | 5.  | 7./1:1/vo_3 |             |
| A  | 4. | D. Kovácsová (ROU)  | 28  | 3./0:8/vs_0     |                 |                 | 5.  | 5./0:9/vs_0 | 2./7:2/vp_3 |
| B  | 5. | I. Díazová (ESP)    | 25  | 6./8:0/vs_4     | 8./1:1/vo_0     |                 | 3.  | 4./9:0/vs_4 |             |
| B  | 6. | S. Reviláková (SVK) | 43  | 5./0:8/vs_0     |                 |                 | úč. |             | 7./e3       |
| B  | 7. | P. Eșanuová (MDA)   | 19  | 8./0:1/vo_0     |                 |                 | 3.  | 3./1:1/vo_3 | 6./bez_boje |
| B  | 8. | M. Žarská (BLR)     | 36  | 7./1:0/vo_3     | 5./1:1/vo_3     | 1./0:0/vh_0     | 2.  |             |             |

- zdrojArchivováno 12. 9. 2019 na Wayback Machine.

### Kategorie do 56 kg
- Datum: 22. června 2019

| S. | Č. | Sambista               | Věk | Vyřazovací boje | Vyřazovací boje | Vyřazovací boje | CP  | Opravy      | Opravy      |
| S. | Č. | Sambista               | Věk | čtvrtfinále     | semifinále      | finále          | CP  | o 3. místo  | 1. kolo     |
| -- | -- | ---------------------- | --- | --------------- | --------------- | --------------- | --- | ----------- | ----------- |
| A  | 1. | N. Ilkivová (UKR)      | 25  | 2./0:2/vo_0     |                 |                 | 5.  | 5./2:5/vh_0 | 4./0:0/vi_4 |
| A  | 2. | T. Kazeňuková (RUS)    | 29  | 1./2:0/vo_3     | 3./8:0/vs_4     | 7./8:0/vs_4     | 1.  |             |             |
| A  | 3. | V. Goguaová (GRE)      | 18  | 4./2:0/vw_4     | 2./0:8/vs_0     |                 | 5.  | 8./0:0/vh_0 |             |
| A  | 4. | M. Donosová (MDA)      | 29  | 3./0:2/vw_0     |                 |                 | úč. |             | 1./0:0/vi_0 |
| B  | 5. | L. Founierová (FRA)    | 29  | 6./2:0/vh_4     | 7./0:1/vo_0     |                 | 3.  | 1./5:2/vh_4 |             |
| B  | 6. | M. Džanašviliová (GEO) | 23  | 5./0:2/vh_0     |                 |                 | úč. |             | 8./0:1/vh_0 |
| B  | 7. | A. Archipovová (BLR)   | 32  | 8./1:0/vo_3     | 5./1:0/vo_3     | 2./0:8/vs_0     | 2.  |             |             |
| B  | 8. | D. Poroineanuová (ROU) | 29  | 7./0:1/vo_0     |                 |                 | 3.  | 3./0:0/vh_4 | 6./1:0/vh_4 |

- zdrojArchivováno 12. 9. 2019 na Wayback Machine.

### Kategorie do 60 kg
- Datum: 23. června 2019

| S. | Č. | Sambista               | Věk | Vyřazovací boje | Vyřazovací boje | Vyřazovací boje | CP  | Opravy      | Opravy      |
| S. | Č. | Sambista               | Věk | čtvrtfinále     | semifinále      | finále          | CP  | o 3. místo  | 1. kolo     |
| -- | -- | ---------------------- | --- | --------------- | --------------- | --------------- | --- | ----------- | ----------- |
| A  | 1. | S. Abašidzeová (GEO)   | 24  | 2./0:1/vo_0     |                 |                 | úč. |             | 4./0:1/vh_0 |
| A  | 2. | S. Artemciucová (MDA)  | 23  | 1./1:0/vo_3     | 3./1:0/vo_3     | 8./0:1/vh_0     | 2.  |             |             |
| A  | 3. | Y. Jiménezová (ESP)    | 25  | 4./1:0/vo_3     | 2./0:1/vo_0     |                 | 3.  | 7./1:1/ml_2 |             |
| A  | 4. | A. Ševčenková (UKR)    | 26  | 3./0:1/vo_0     |                 |                 | 5.  | 5./0:2/vo_0 | 1./1:0/vh_4 |
| B  | 5. | J. Kostěnková (RUS)    | 32  | 6./9:0/vs_4     | 8./2:3/vp_1     |                 | 3.  | 4./2:0/vo_3 |             |
| B  | 6. | A. Ovcarenková (EST)   | 31  | 5./0:9/vs_0     |                 |                 | úč. |             | 7./0:1/vh_0 |
| B  | 7. | C. Ionescuová (ROU)    | 22  | 8./0:1/vh_0     |                 |                 | 5.  | 3./1:1/ml_0 | 6./1:0/vh_4 |
| B  | 8. | V. Gareljakovová (BLR) | 21  | 7./1:0/vh_4     | 5./3:2/vp_3     | 2./1:0/vh_4     | 1.  |             |             |

- zdrojArchivováno 12. 9. 2019 na Wayback Machine.

### Kategorie do 64 kg
- Datum: 22. června 2019

| S. | Č. | Sambista               | Věk | Vyřazovací boje | Vyřazovací boje | Vyřazovací boje | CP  | Opravy       | Opravy      |
| S. | Č. | Sambista               | Věk | čtvrtfinále     | semifinále      | finále          | CP  | o 3. místo   | 1. kolo     |
| -- | -- | ---------------------- | --- | --------------- | --------------- | --------------- | --- | ------------ | ----------- |
| A  | 1. | J. Hornová (GER)       | 21  | 2./0:7/vh_0     |                 |                 | úč. |              | 4./0:8/vs_0 |
| A  | 2. | A. Perinová (ITA)      | 25  | 1./7:0/vh_4     | 3./1:5/vo_0     |                 | 5.  | 5./0:10/vs_0 |             |
| A  | 3. | O. Sajková (UKR)       | 32  | 4./1:0/vh_4     | 2./5:1/vo_3     | 6./0:7/vo_0     | 2.  |              |             |
| A  | 4. | M. Cabasová (ESP)      | 29  | 3./0:1/vh_0     |                 |                 | 5.  | 7./0:0/vh_0  | 1./8:0/vs_4 |
| B  | 5. | T. Macková (BLR)       | 26  | 6./0:8/vs_0     |                 |                 | 3.  | 2./10:0/vs_4 | 8./0:0/vi_4 |
| B  | 6. | J. Onoprijenková (RUS) | 32  | 5./8:0/vs_4     | 7./9:0/vs_4     | 3./7:0/vo_3     | 1.  |              |             |
| B  | 7. | A. Valvoiová (ROU)     | 20  | 8./8:3/vh_4     | 6./0:9/vs_0     |                 | 3.  | 4./0:0/vh_4  |             |
| B  | 8. | E. Skordasová (GRE)    | 19  | 7./3:8/vh_0     |                 |                 | úč. |              | 5./0:0/vi_0 |

- zdrojArchivováno 12. 9. 2019 na Wayback Machine.

### Kategorie do 68 kg
- Datum: 23. června 2019

| S. | Č. | Sambista               | Věk | Vyřazovací boje | Vyřazovací boje | Vyřazovací boje | CP  | Opravy      | Opravy      |
| S. | Č. | Sambista               | Věk | čtvrtfinále     | semifinále      | finále          | CP  | o 3. místo  | 1. kolo     |
| -- | -- | ---------------------- | --- | --------------- | --------------- | --------------- | --- | ----------- | ----------- |
| A  | 1. | M. Mochnatkinová (RUS) | 31  | 2./3:3/vp_1     |                 |                 | 3.  | 7./0:0/vh_4 | 3./2:0/vh_4 |
| A  | 2. | K. Moskalovová (UKR)   | 21  | 1./3:3/vp_3     | 4./2:2/mt_2     | 5./0:4/vo_0     | 2.  |             |             |
| A  | 3. | T. Le Gallová (FRA)    | 31  | 4./0:9/vs_0     |                 |                 | úč. |             | 1./0:2/vh_0 |
| A  | 4. | I. Jandrićová (SRB)    | 26  | 3./9:0/vs_4     | 2./2:2/mt_0     |                 | 5.  | 6./1:1/vo_0 |             |
| B  | 5. | L. Babićová (CRO)      | 20  | 6./3:0/vo_3     | 7./3:2/vp_3     | 2./4:0/vo_3     | 1.  |             |             |
| B  | 6. | O. Namozovová (BLR)    | 28  | 5./0:3/vo_0     |                 |                 | 3.  | 4./1:1/vo_3 | 8./1:1/mt_2 |
| B  | 7. | N. Budeanuová (MDA)    | 27  | 8./2:1/vp_3     | 5./2:3/vp_1     |                 | 5.  | 1./0:0/vh_0 |             |
| B  | 8. | M. Jarkowská (POL)     | 20  | 7./1:2/vp_1     |                 |                 | úč. |             | 6./1:1/mt_0 |

- zdrojArchivováno 12. 9. 2019 na Wayback Machine.

### Kategorie do 72 kg
- Datum: 22. června 2019

| S. | Č. | Sambista                | Věk | Vyřazovací boje | Vyřazovací boje | Vyřazovací boje | CP  | Opravy      | Opravy      |
| S. | Č. | Sambista                | Věk | čtvrtfinále     | semifinále      | finále          | CP  | o 3. místo  | 1. kolo     |
| -- | -- | ----------------------- | --- | --------------- | --------------- | --------------- | --- | ----------- | ----------- |
| A  | 1. | G. Ambarcumjanová (RUS) | 28  | 2./1:2/vo_0     |                 |                 | 3.  | 8./4:0/vh_4 | 4./1:1/mt_2 |
| A  | 2. | N. Smalová (UKR)        | 36  | 1./2:1/vo_3     | 3./0:2/vo_0     |                 | 3.  | 6./4:0/vh_4 |             |
| A  | 3. | A. Žylinská (BLR)       | 28  | 4./2:0/vp_3     | 2./2:0/vo_3     | 5./0:2/vi_4     | 1.  |             |             |
| A  | 4. | V. Bolohanová (MDA)     | 30  | 3./0:2/vp_1     |                 |                 | úč. |             | 1./1:1/mt_0 |
| B  | 5. | N. Odzelašviliová (GEO) | 29  | 6./9:0/vs_4     | 8./8:0/vs_4     | 3./2:0/vi_0     | 2.  |             |             |
| B  | 6. | L. Podelenczká (ROU)    | 25  | 5./0:9/vs_0     |                 |                 | 5.  | 2./0:4/vh_4 | 7./8:0/vs_4 |
| B  | 7. | G. Zutovová (AZE)       | 34  | 8./4:4/ml_0     |                 |                 | úč. |             | 6./0:8/vs_0 |
| B  | 8. | C. Laroseová (FRA)      | 25  | 7./4:4/ml_2     | 5./0:8/vs_0     |                 | 5.  | 1./0:4/vh_4 |             |

- zdrojArchivováno 12. 9. 2019 na Wayback Machine.

### Kategorie do 80 kg
- Datum: 23. června 2019

| S. | Č. | Sambista             | Věk | Vyřazovací boje | Vyřazovací boje | Vyřazovací boje | CP  | Opravy      | Opravy       |
| S. | Č. | Sambista             | Věk | čtvrtfinále     | semifinále      | finále          | CP  | o 3. místo  | 1. kolo      |
| -- | -- | -------------------- | --- | --------------- | --------------- | --------------- | --- | ----------- | ------------ |
| A  | 1. | D. Masyová (BEL)     | 22  | 2./0:9/vs_0     |                 |                 | úč. |             | 4./1:10/vs_0 |
| A  | 2. | H. Kovalská (UKR)    | 23  | 1./9:0/vs_4     | 3./0:2/vo_0     |                 | 3.  | 8./4:1/vh_4 |              |
| A  | 3. | M. Orjaškovová (BUL) | 31  | 4./3:2/vp_3     | 2./2:0/vo_3     | 6./1:1/mt_2     | 1.  |             |              |
| A  | 4. | S. Timošenková (BLR) | 35  | 3./2:3/vp_1     |                 |                 | 3.  | 7./1:0/vh_4 | 1./10:1/vs_4 |
| B  | 5. | S. Gorissenová (NED) | 31  | 6./0:1/vh_0     |                 |                 | úč. |             | 8./0:1/vo_0  |
| B  | 6. | Ž. Kusanovová (RUS)  | 28  | 5./1:0/vh_4     | 7./0:0/vh_4     | 3./1:1/mt_0     | 2.  |             |              |
| B  | 7. | C. Bruová (FRA)      | 23  | 8./2:0/vp_3     | 6./0:0/vh_0     |                 | 5.  | 4./0:1/vh_0 |              |
| B  | 8. | I. Leonidzeová (GEO) | 35  | 7./0:2/vp_1     |                 |                 | 5.  | 2./1:4/vh_0 | 5./1:0/vo_3  |

- zdrojArchivováno 12. 9. 2019 na Wayback Machine.

### Kategorie nad 80 kg
- Datum: 22. června 2019

| S. | Č. | Sambista               | Věk | Vyřazovací boje | Vyřazovací boje | Vyřazovací boje | CP  | Opravy      | Opravy      |
| S. | Č. | Sambista               | Věk | čtvrtfinále     | semifinále      | finále          | CP  | o 3. místo  | 1. kolo     |
| -- | -- | ---------------------- | --- | --------------- | --------------- | --------------- | --- | ----------- | ----------- |
| A  | 1. | A. Paunescuová (ROU)   | 29  | 2./0:4/vh_0     |                 |                 | 3.  | 7./9:0/vs_4 | 4./4:0/vo_3 |
| A  | 2. | J. Kaljužná (BLR)      | 27  | 1./4:0/vh_4     | 3./0:5/vo_0     |                 | 5.  | 5./0:1/vh_0 |             |
| A  | 3. | A. Sapsajová (UKR)     | 25  | 4./9:0/vs_4     | 2./5:0/vo_3     | 6./4:0/vp_3     | 1.  |             |             |
| A  | 4. | K. Stefanovicová (LTU) | 31  | 3./0:9/vs_0     |                 |                 | úč. |             | 1./0:4/vo_0 |
| B  | 5. | A. Balašovová (RUS)    | 36  | 6./0:1/vo_0     |                 |                 | 3.  | 2./1:0/vh_4 | volný los   |
| B  | 6. | E. Kebadzeová (GEO)    | 25  | 5./1:0/vo_3     | 7./2:0/vo_3     | 3./0:4/vp_1     | 2.  |             |             |
| B  | 7. | E. Chiracová (FRA)     | 27  | volný los       | 6./0:2/vo_0     |                 | úč. | 1./0:9/vs_0 |             |

- zdrojArchivováno 12. 9. 2019 na Wayback Machine.

## Legenda
- VO – vítězství na technické body bez ztráty bodu a bez napomínání
- VP – vítězství na technické body se ztrátou bodu či napomenutím

- VH – vítězství před časovým limitem – submise
- VW – vítězství před časovým limitem – soupeř odstoupil
- VI – vítězství před časovým limitem – soupeř se zranil
- VS – vítězství před časovým limitem – technická převaha
- VT – vítězství před časovým limitem – technicky čistý hod na lopatky
- VQ – vítězství před časovým limitem – diskvalifikace soupeře

- ML – remízový zápas s dodatečným kritériem – vyšší počet napomenutí
- MT – remízový zápas s dodatečným kritériem – poslední bodující

- E3 – lekář soutěžícího nepustil do zápasu